# 수산인력개발센터
수산인력개발센터(Fisheries HRD Center)는 농림수산식품부 농수산식품연수원 소속의 수산공무원, 수산분야종사자 및 어업인 후계자를 대상으로 교육훈련을 담당하는 기관이다. 부산광역시 기장군 기장읍 해안로 216번지에 있다.

## 연혁
수산인력개발센터의 연혁은 다음과 같다.
- 1968년 12월 : 수산청 국립수산기술훈련소 개소 (부산영도)
- 1989년 12월 : 현 청사(부산 기장)로 신축 이전
- 1991년 6월 : 수산공무원교육원으로 명칭 변경
- 1996년 8월 : 해양수산부 해양수산공무원교육원으로 명칭 변경
- 1999년 1월 : 국립수산진흥원 연수부로 병설 통합
- 2002년 2월 : 국립수산과학원 연수부로 명칭 변칭
- 2005년 8월 : 국립수산과학원 인력개발본부로 명칭 변칭
- 2006년 3월 : 해양수산부 해양수산인력개발원으로 독립 설치
- 2008년 2월 : 농림수산식품부 수산인력개발원으로 명칭 변경
- 2011년 6월 15일: 농수산식품연수원 소속의 수산인력개발센터로 변경
- 2013년 3월 23일: 해양수산부 소속으로 변경

## 주요 업무
수산인력개발센터의 주요 업무는 다음과 같다.
- 수산분야에 종사하는 공무원의 교육훈련
- 수산분야에 종사하는 자의 교육훈련
- 어업인 후계자의 특별교육

## 주요 조직
수산인력개발센터의 주요 조직은 다음과 같다.
- 교육지원과
- 교육운영과